# Parakohleria
Parakohleria é um género botânico pertencente à família Gesneriaceae.

## Espécies
| - Parakohleria abunda - Parakohleria avilana - Parakohleria baezana - Parakohleria hispidissima - Parakohleria jamesoniana - Parakohleria melastoma - Parakohleria parviflora - Parakohleria purpurea | - Parakohleria rhodotricha - Parakohleria sancti - Parakohleria schimpfii - Parakohleria sprucei - Parakohleria vinicolor - Parakohleria weberbaueri |